# Susan Bandecchi
Susan Bandecchi (nació el 1 de julio de 1998) es una tenista de suiza.
Bandecchi tiene un ranking de individuales WTA más alto de su carrera, No. 201, logrado el 14 de junio de 2021. También tiene un ranking WTA más alto de su carrera, No. 227 en dobles, logrado el 19 de julio de 2021.

## Títulos WTA (1; 0+1)

### Dobles (1)
| Leyenda                    |
| Grand Slam (0)             |
| Juegos Olímpicos (0)       |
| WTA Tour Championships (0) |
| WTA 1000 (0)               |
| WTA 500 (0)                |
| WTA 250 (1)                |

| N.º | Fecha               | Torneo  | Superficie    | Pareja         | Oponentes en la final                     | Resultado           |
| --- | ------------------- | ------- | ------------- | -------------- | ----------------------------------------- | ------------------- |
| 1.  | 18 de julio de 2021 | Lausana | Tierra batida | Simona Waltert | Ulrike Eikkeri Valentini Grammatikopoulou | 6-3, 6-7(3), [10-5] |